# 污水處理

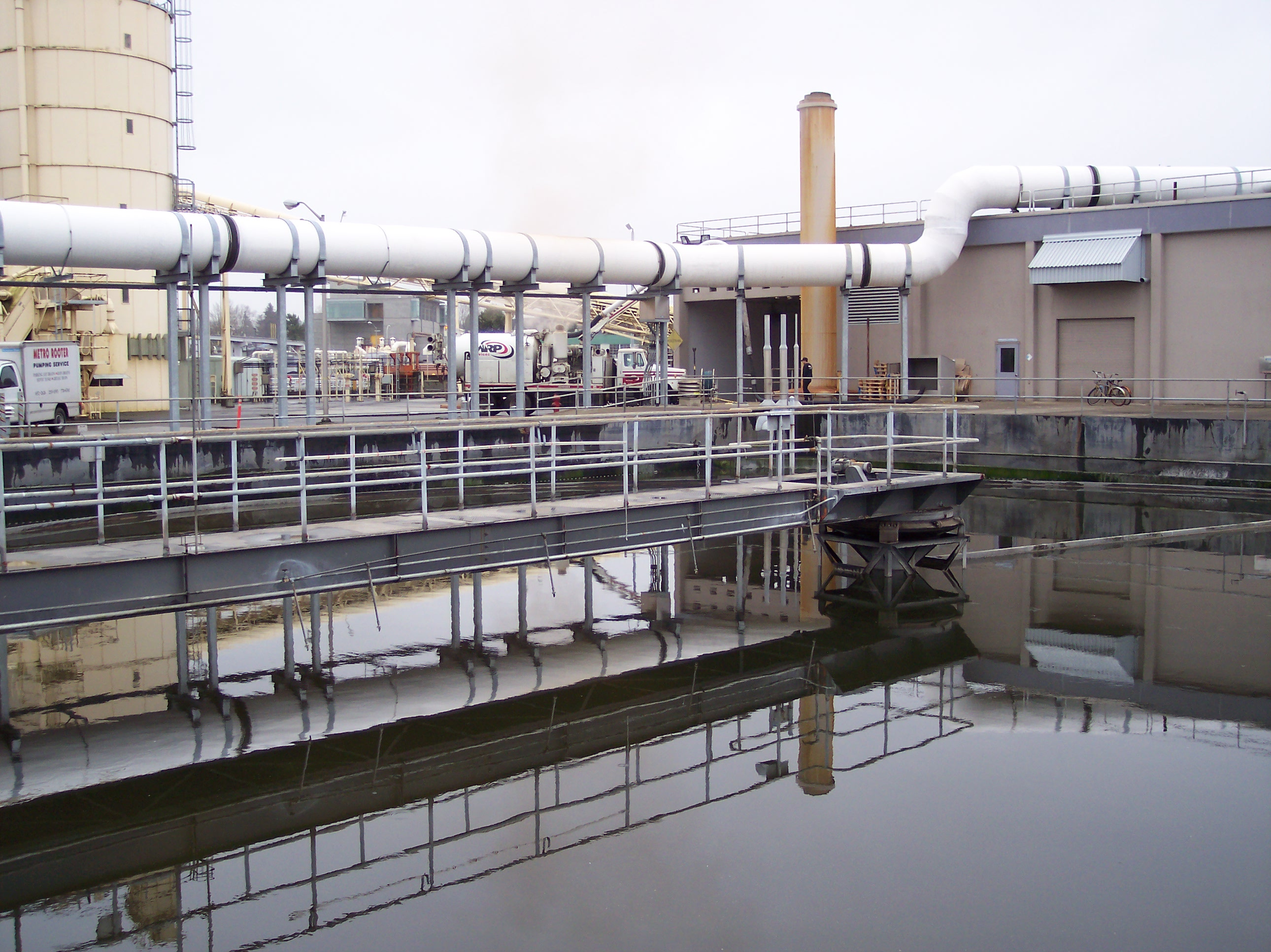
污水处理的目的是生产不会对周围环境造成危害的一种一次性流出物，并防止污染。

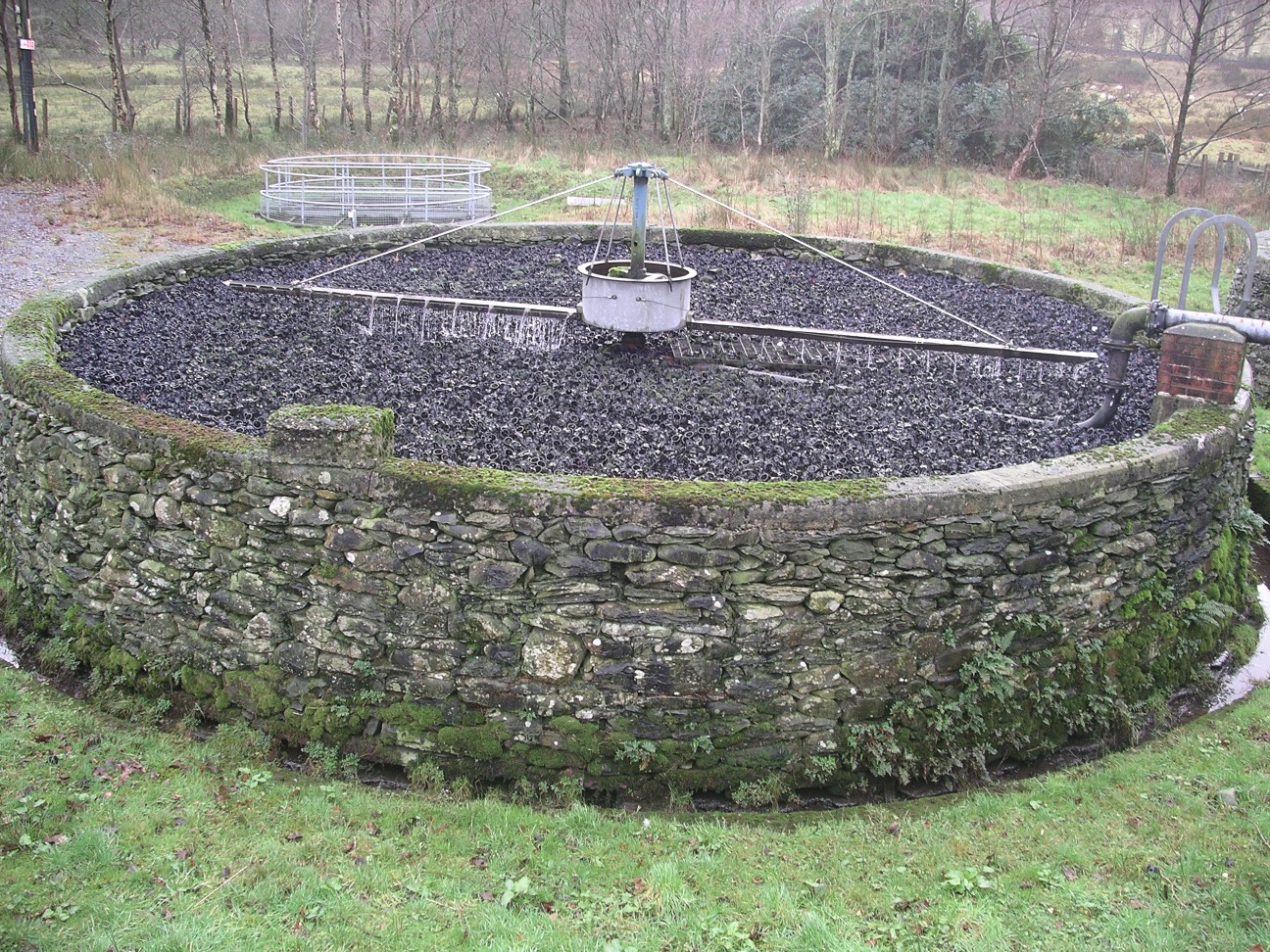
滴濾池

污水處理是處理水污染的重要過程。采用物理、生物及化学的方法主要对生活污水以及工业废水进行处理以分离水中的固体污染物并降低水中的有机污染物和富营养物（主要为氮、磷化合物），从而减轻污水对环境的污染。它的目标是生产對环境安全的液体废物流（或经处理的污水）和固体废物（或污泥处理），适用于处理或再利用（通常为农场的肥料），污水經過多重淨化後甚至可達到食用水的標準能再供飲用。
在意義上，污水处理也被定义为废水处理——包括工业废水的净化处理。在大部分城市中，一部分含有有机污染物和富营养物的工业废水会通过污水处理厂进行二次处理来减少有机污染物排放量

### 城市径流污水
城市径流污水包括雨水径流和城市径流，一般称同时处理污水和雨水的下水道系统为合流式下水道系统。自19世纪末期到20世纪早期第一个城市下水道系统建立以来，合流式下水道系统开始被广泛的使用。
起初，设计合流式下水道是为了在干旱期间，使废水进入处理设施；在暴雨期间，使过量的水不经过处理，直接排入河流、小溪或湖泊。但实际上，暴雨会与未经处理的污水混合。因此，现代设计并不鼓励使用合流式下水道，并将原有的合流式下水道系统逐渐修缮为分流式下水道系统。

### 工业废水
工业废水处理是一项重要措施。它在工业废水排入下水道之前对其进行的再次回收和处理，并以此减少工业废水中污染物含量，使其不容易腐臭。在高度规范的发达国家，这项技术得到了广泛运用。但在许多发展中国家，工业废水在不经过二次处理的情况下直接排入下水道或海洋、湖泊、河流等（称为受纳水体）。

## 過程

### 概况

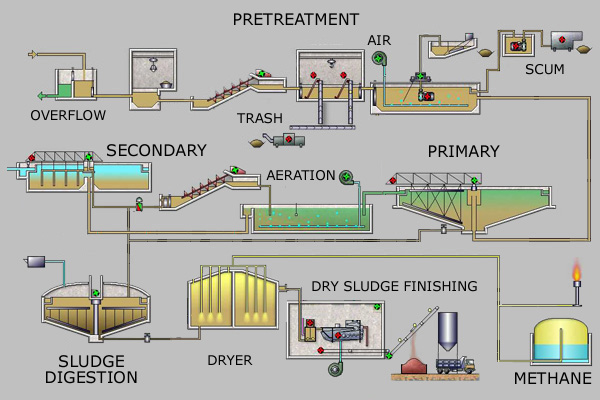
一般大型污水处理厂的简化作業流程圖，使用好氧的活性污泥法。

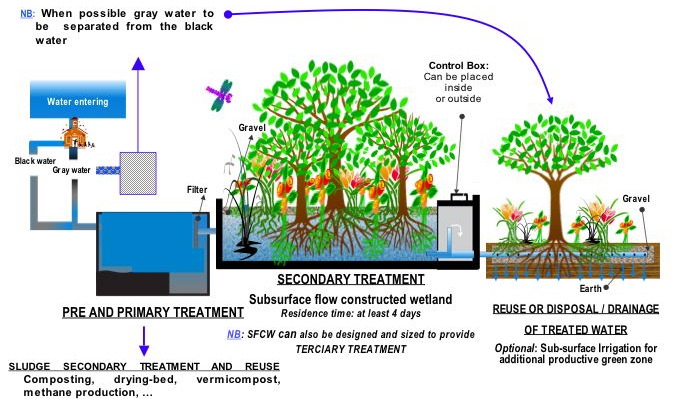
一种使用人工湿地进行二、三级处理的流程图。

污水收集和处理通常是受制于地方的法规和标准。工业污水往往需要专门的处理过程（见工业废水处理）。
污水处理通常包括三个阶段，稱為一级，二级和三级處理。
- 一級處理：將污水中的固體垃圾、油、沙、硬粒以及其他可沉澱的物質清除。整個過程純粹為機械運作。
  - 過濾
  - 沉降：沉降池內的污泥可以用來發酵，製造甲烷，發酵後的污泥可作肥料，有时称“生物固体”（biosolids）。
  - 羽化：加入石灰與磷反應，以免它們成為海中藻類的養份。
- 二級處理：將污水中的有機化合物分解為無機物。
  - 滴濾池（英语：Trickling filter）：水經過生物薄膜，分解水中的有機物
  - 曝氣：水會加入大量氧氣，幫助水中的細菌和真菌進行有氧分解。
  - 消毒：加入氯氣或臭氧，或經紫外光照射。
- 三級處理
  - 沙濾
  - 經過活性碳，化解毒素。
  - 利用微藻（英语：Microphyte）生物清除重金屬。

典型的生活污水处理厂常包含两级处理过程，即一、二级处理。污水经市政管网收集进入处理厂，由隔栅过滤去除其中较大的固体物，如泥沙、纸张、塑料等，然后进入第一级沉淀池（称为预沉池、一沉池）。污水在预沉池中停留数小时，待其中固体污染物沉降后，进入二级生物化学处理反应池。视采用处理手段的不同，反应池可以为好氧型曝气池、或厌氧型生物滤池（滴滤池）等。一般来说，好氧反应的处理量大，适合大中型城市采用。在曝气池中大量通入空气以促进好氧细菌生长。细菌以水中有机污染物为食，大量增长后形成污泥状悬浮物。此时将污水引入第二级沉淀池，将细菌和其他微生物为主的污泥沉降。运营良好的二级生化污水处理厂，处理后的污水在视觉、嗅觉上可以达到与清水相近。

## 处理后的污水再利用
中水（Reclaimed water），也叫再生水、再造水或回收水，是经过处理的污水回收再用。因为城市建设中将供水称为“上水”，污水排放称为“下水”，所以中水取其两者之间的意思。随着人类生产生活用水量的加大，而淡水资源的进一步枯竭和被污染，中水利用已经成为全世界关注的焦点。
使用合适的技术，有可能重新使用（或重用）的污水为饮用水，尽管这通常仅发生有限的水供应的地方，例如温得和克和新加坡地完成。
在以色列，农业用水的50％左右（总使用量为10亿立方米，2008年）是通过回收下水道的水提供。未来的计划要求增加使用处理污水，以及更多的海水淡化厂。

## 各地污水处理情况

### 臺灣
- A.數據

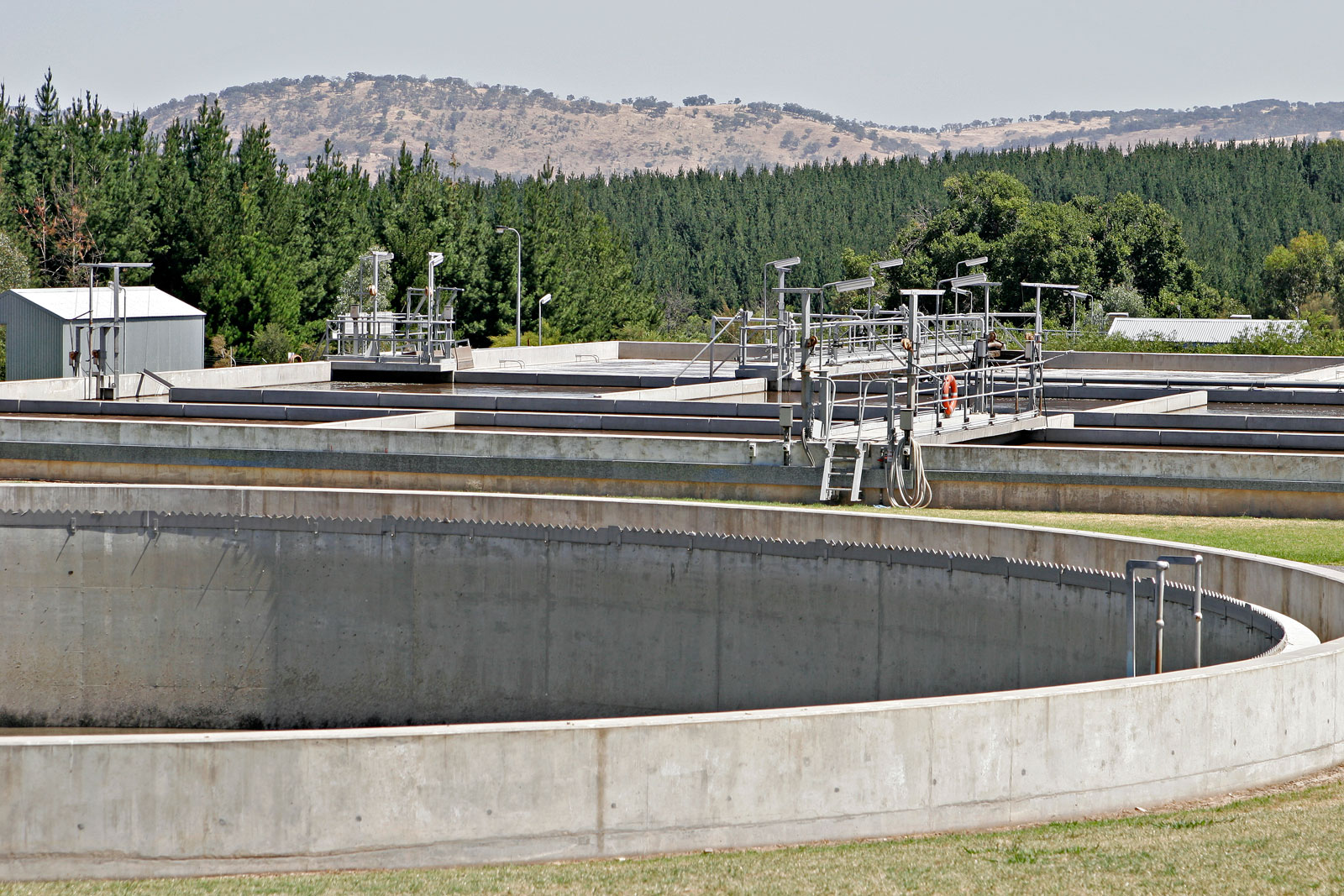
污水處理廠

根據臺灣內政部營建署，至2024年2月的污水統計數據為：
| 公共汙水下水道普及率 | 42.35% |
| 專用汙水下水道普及率 | 10.04% |
| 建築物汙水設施設置率 | 16.12% |
| 汙水處理率合計       | 70.34% |

全國公共污水下水道普及率： 截至2024年2月底，全國公共污水下水道普及率已達到約 42.35%。
整體污水處理率： 同期（2024年2月底），整體污水處理率則達到約 70.34%。
- B.辦法、處理案例
  - 需要進行放流水的業者得申請許可證、規劃相關的環境管理人員[7]。
  - 高雄市政府建立針對相關事業的放流水規範：事業廢水管制、臨海工業區水污染源管制、污水下水道系統廢(污)水管制、建築物污水管制、逕流廢水管制、加油站地下水管制[8]。
  - 中壢工業區污水處理廠，分三期建造，第一期為前處理，第二期微生物處理設施，第三期為純氧生物處理法，建造至今目前平均進廠水量 24,364CMD(94年1–3月平均值)[9]。
- Ｃ.台灣正推動的重點計畫是:「污水下水道第六期建設計畫 (110至115年度)」
  - 這個計畫涵蓋的時間範圍是2021年（民國110年）至2026年（民國115年）。其主要內容與目標如下：
    - 1. 計畫緣起與目標：
      - 背景： 台灣的污水下水道建設起步較晚，普及率相較於已開發國家仍有提升空間。為了持續改善環境品質、符合永續發展目標，並因應氣候變遷與水資源挑戰，政府持續推動此項計畫。

    - 2. 主要推動策略：
      - 持續公共污水下水道建設：
        - 擴大用戶接管： 這是最核心的目標，旨在將更多家庭和建築物的污水接入公共下水道系統。計畫目標是每年平均提升用戶接管約13萬戶。
        - 擴大建設範圍： 不僅限於都市計畫區，也將人口較密集的非都市計畫區納入建設考量。
        - 興建與改善污水處理廠： 建設新的污水處理廠，並對既有廠房進行功能提升與效能優化。
        - 改善既有管網： 對老舊或損壞的管網進行更新、修復與強化，減少滲漏和不明水問題

    - 3.建構永續及智慧化系統：
      - 推動公共污水處理廠再生水： 這是近年來非常重要的發展方向。目標是將處理後的放流水進一步處理至符合工業用水標準，提供給工業區或科學園區使用，以穩定供水並降低對自來水的依賴。例如，鳳山溪、臨海、安平、福田、永康等再生水廠。
      - 發展下水污泥再利用技術： 探索污泥減量、能源回收、製成建材或土壤改良劑等，實現資源化循環。
      - 節能減碳與延壽： 導入節能設備與技術，建立碳足跡評估，降低污水處理系統的能源消耗和碳排放，並延長設施使用壽命，配合國家「2050淨零碳排」目標。
      - 智慧化管理： 建立污水下水道雲端管理平台、線上監測系統、智慧化監測與預警機制，透過物聯網(IoT)和人工智慧(AI)技術，提升系統運營效率、故障排除速度和防災韌性。
      - 增強防災韌性： 因應氣候變遷帶來的極端降雨，強化下水道系統的防洪排澇能力，降低淹水風險。

### 香港

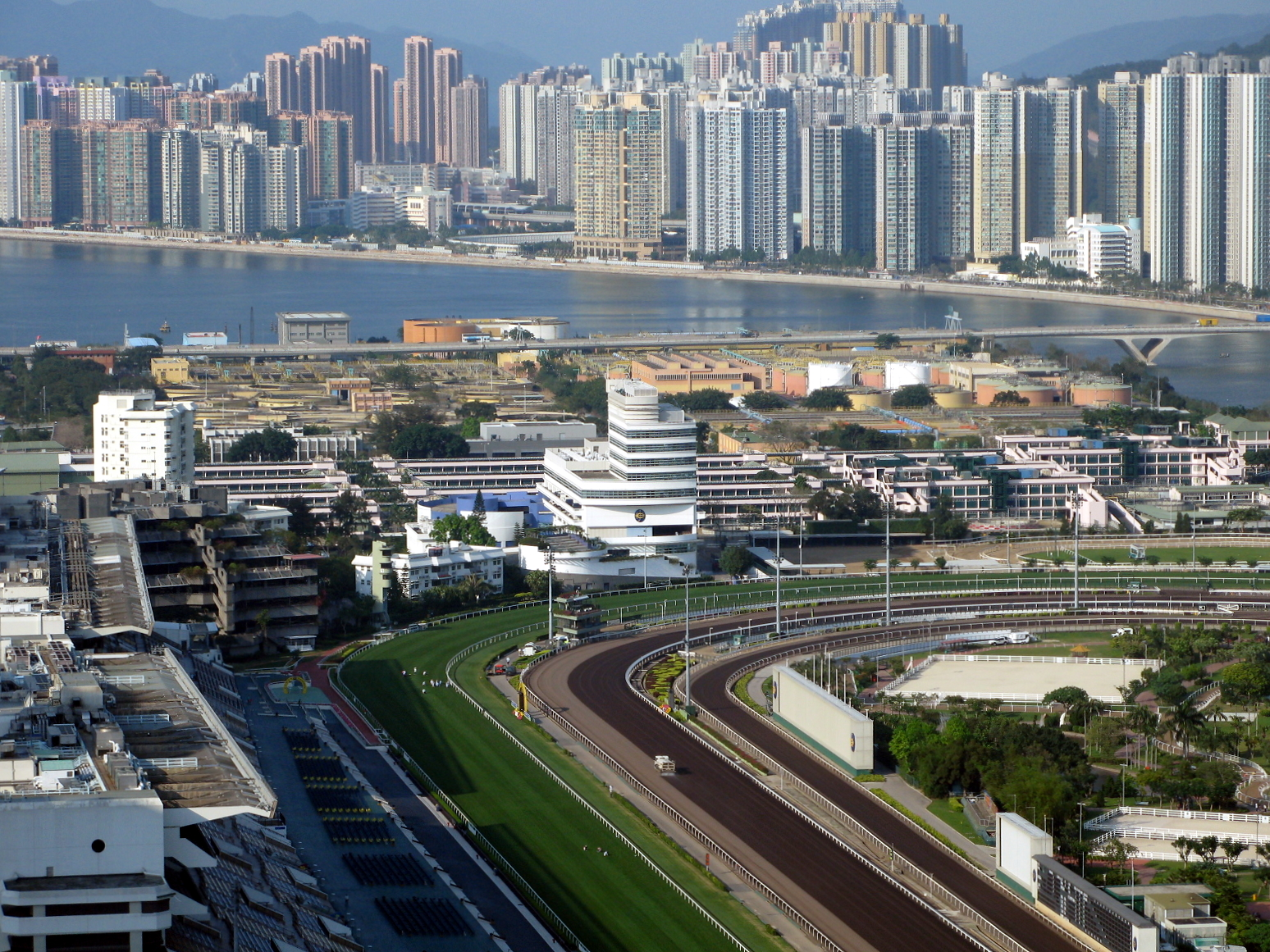
沙田污水處理廠是香港目前最大規模的二級污水處理廠

香港的污水處理是由發展局屬下的部門渠務署所負責。根據渠務署2009-2010年報資料，渠務署管理277所污水處理設施，當中包括66所污水處理廠和211所泵房。每日平均處理約268萬立方米污水。
香港的粉嶺高爾夫球場自1980年代起一直利用新界北區的再生水灌溉草地，是該區重要的污水處理設施之一。

## 外部連結
- （英文）废水处理的交互图 - “顺其自然” – 水环境联合会（提供英文和西班牙文和法文）。
- （英文）Improved Modelling of Wastewater Treatment Primary Clarifier Using Hybrid Anns （页面存档备份，存于）